# Суходольский, Пётр Александрович
Пётр Алекса́ндрович Суходо́льский (1835—1903) — русский живописец и рисовальщик, представитель петербургского академизма пореформенной эпохи, ассоциируемый со школой Сократа Воробьёва; пейзажист, также работал как портретист и баталист. Академик Императорской Академии художеств (с 1878).

## Биография
Родился 1 (13) мая 1835 года в дворянской семье в Мосальском уезде Калужской губернии. Учился в Петербургском университете, затем в Академии художеств по классу пейзажной живописи. Выдающиеся работы того времени:
- «Буря в Калужской губернии» (1859) — отмечена Малой серебряной медалью,
- «Зимнее утро» (1860) — отмечена Большой серебряной медалью,
- «Вид с Петровского острова» (1861) — отмечена Малой золотой медалью.

За выпускную картину «Деревня Желны Калужской губернии» (1864) получил звание классного художника первой степени и Большую золотую медаль.
После окончания академии три года жил на казённом содержании, затем поступил на службу. Много путешествовал по России. Его пейзажи этого периода («В деревне», «Дубки», «Болото», «Берег моря») являются примерами русской пейзажной живописи, с чётким рисунком и хорошо подобранной тональностью.
В 1878 году вернулся в Санкт-Петербург и получил звание академика за картину «Весенний разлив Оки».
Умер 7 (20) января 1903 года в Петербурге. Был похоронен на Большеохтинском кладбище; могила не сохранилась.

## Галерея

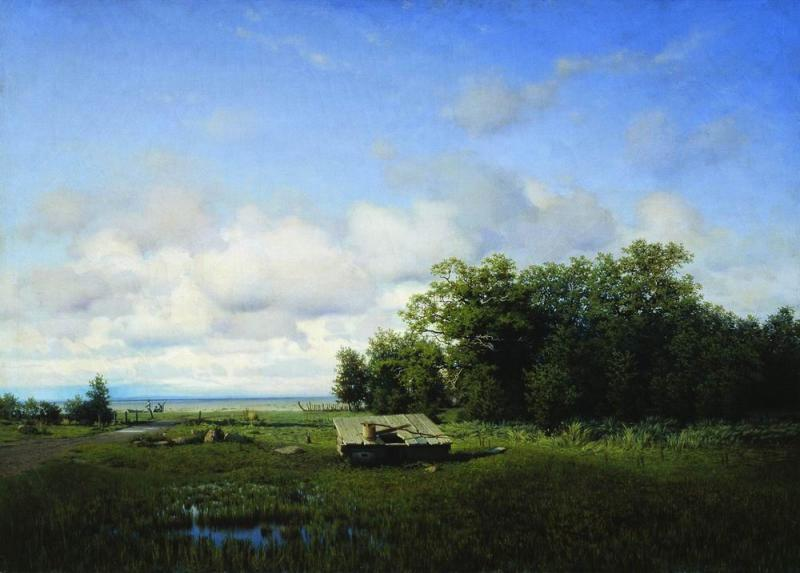
«В Дубках» (1862)
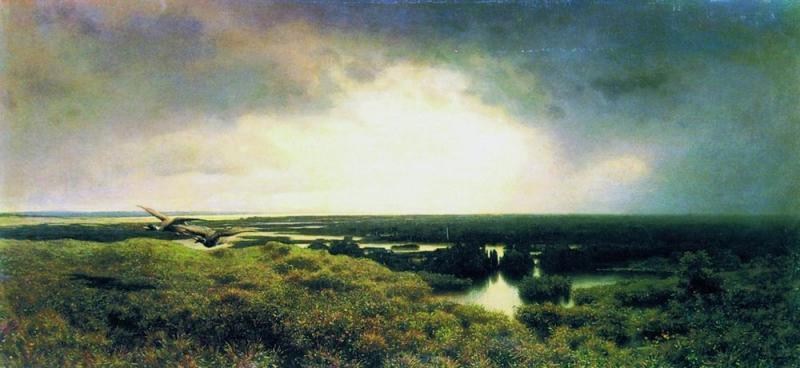
«Болото» (1863)
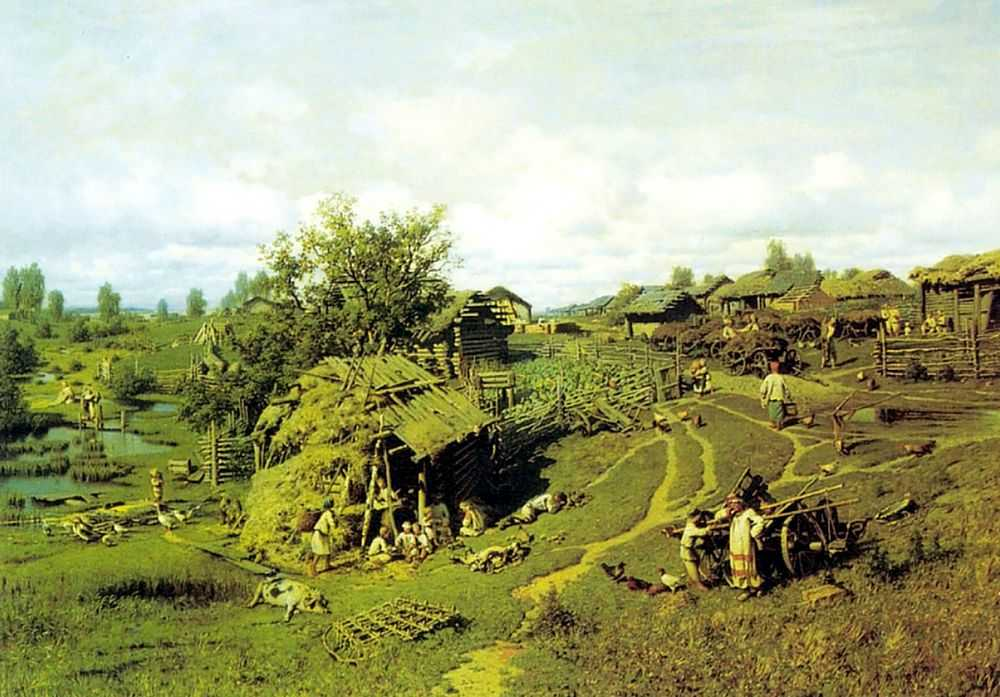
«Деревня Желны» (1864)
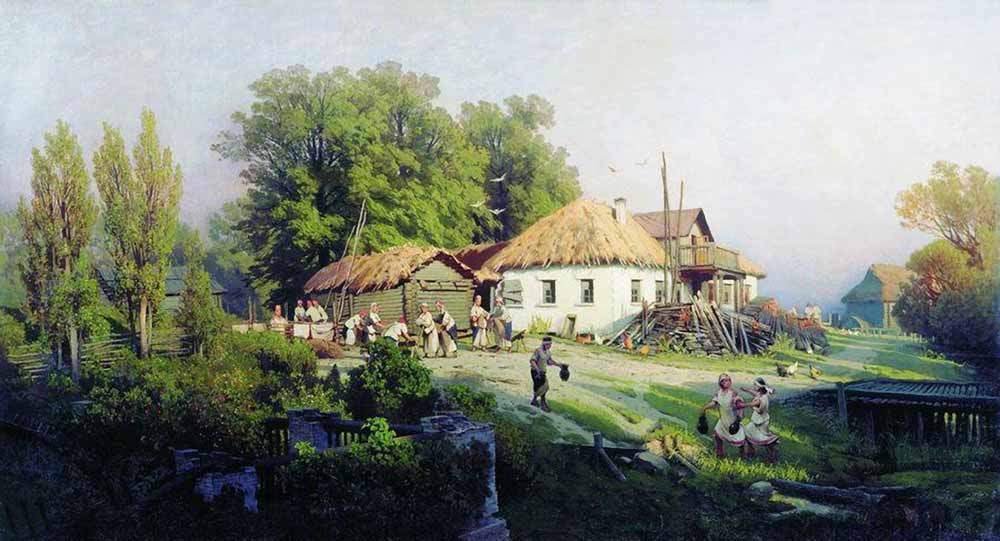
«В деревне» (1882)